# Wrocławska Akademia Biznesu w Naukach Stosowanych
Wrocławska Akademia Biznesu w Naukach Stosowanych (dawniej Wyższa Szkoła Handlowa, WSH) – niepubliczna uczelnia o profilu biznesowym działającą we Wrocławiu od 1997 roku. Inicjatorem jej powstania była dr Irena Tomys, a pierwszym rektorem została dr hab. Grażyna Światowy.

## Kierunki kształcenia
WAB oferuje studia w zakresie nauk ekonomicznych, humanistycznych i technicznych na kierunkach:
- Zarządzanie (licencjackie i magisterskie, także w języku angielskim),
- Komunikacja cyfrowa i media (licencjackie i magisterskie),
- Sprzedaż i marketing (licencjackie i magisterskie),
- Finanse i rachunkowość (licencjackie),
- Informatyka (licencjackie i inżynierskie, także w języku angielskim),
- Logistyka (inżynierskie i licencjackie),
- Turystyka i rekreacja (licencjackie i magisterskie, także w języku angielskim).
- Skarbnik/sekretarz Jednostki Samorządu Terytorialnego (pierwsze w Polsce studia podyplomowe na tych kierunkach)

W swojej ofercie WAB ma także studia podyplomowe, w tym MBA w języku angielskim we współpracy z Leipzig Graduate School of Management oraz w języku polskim, prowadzone we współpracy z partnerami biznesowymi.